# Inconscientes (película)
Inconscientes es una película española de 2004 dirigida por Joaquín Oristrell.

## Sinopsis
La película está ambientada en la Barcelona de principios de siglo (1913). Alma (Leonor Watling) es una de las mujeres más modernas de su tiempo. Su padre, el Dr. Mira (Juanjo Puigcorbé), es el neurocirujano más prestigioso del país. Su marido, el Dr. León Pardo (Alex Brendemühl), ejerce también la medicina como psiquiatra. Ese verano ha visitado Viena, donde se ha puesto al servicio del revolucionario Dr. Sigmund Freud y sus escandalosísimas y avanzadísimas teorías sobre la histeria y la sexualidad. Todo empieza la tarde en que Alma llega a casa y encuentra a su marido con los ojos llenos de lágrimas, dispuesto a desaparecer de su vida y de la de los demás.

## Reparto
- Leonor Watling (Alma)
- Luis Tosar (Salvador)
- Mercedes Sampietro (Sra. Mingarro)
- Juanjo Puigcorbé (Dr. Mira)
- Núria Prims (Olivia)
- Alex Brendemühl (León)
- Ana Rayo (Tórtola)
- Cristina Solano
- Ferrán Rañé
- Pep Molina
- Xus Estruch
- Horst Krause
- Walter Kreye
- Marieta Orozco

- Datos: Q1973007